# FC Hradec Králové
El FC Hradec Králové és un club de futbol txec de la ciutat de Hradec Králové.

## Història
Evolució del nom:
- 1905: SK Hradec Králové
- 1948: Sokol Hradec Králové
- 1949: Sokol Škoda
- 1953: DSO Spartak Hradec Králové
- 1976: TJ Spartak ZVU Hradec
- 1989: RH Spartak ZVU Hradec Králové
- 1990: SKP Spartak Hradec Králové
- 1992: SKP Fomei Hradec Králové
- 1994: SK Hradec Králové
- 2005: FC Hradec Králové

## Palmarès
- Lliga txecoslovaca de futbol (1): 
  - 1960
- Copa txeca de futbol (1):
  - 1995